# 気象科学館
気象科学館（きしょうかがくかん）は、気象庁が運営する科学館。東京都港区虎ノ門の気象庁本庁内2階に所在する。

## 概要
気象や地震・津波、火山などの防災知識や気象庁の業務について学ぶことができる科学館。解説員（気象予報士）が常駐している。 
港区立みなと科学館が併設（1階に展示室・2階にプラネタリウム）されている。 

## 歴史
- 1997年（平成9年）6月2日 - 気象記念日にあわせて気象庁庁舎（千代田区大手町）1階に開館[3][4][注釈 1] 。
- 2003年（平成15年）1月25日 - 公立学校の土曜日休業日化や一般からの要望を受けて、土曜日が開館日になる[5]。
- 2006年（平成18年） - ミニシアターを新設[6]。
- 2010年（平成22年）5月6日 - リニューアルし、参加型の体験コーナーを増設[7][8]。
- 2019年（平成31年）9月23日 - 気象庁の本庁舎移転に伴い閉館[3][9]。
- 2020年（令和2年）
  - 4月1日 - 新庁舎（虎ノ門）にリニューアルオープン予定[10]であったが、新型コロナウイルスの感染拡大防止のため延期。
  - 7月1日 - リニューアルオープン[3][2]。

## 情報
- 所在地：〒105-8431 東京都港区虎ノ門3-6-9 気象庁2階 気象科学館
- 休館日：毎月第2月曜、年末年始、その他の臨時休館日
- 入館料：無料